# Waarom sommige landen rijk zijn en andere arm
Waarom sommige landen rijk zijn en andere arm (Engels: Why Nations Fail) is een boek over economie geschreven door de hoogleraren Daron Acemoglu, Nobelprijswinnaar,  van het Massachusetts Institute of Technology en James A. Robinson van Harvard. Het boek verklaart waarom sommige landen rijk zijn en andere arm. Volgens de auteurs komt dit niet door culturele, klimatologische of geografische verschillen, maar door politieke en economische verschillen, en de mate waarin de bevolking de mogelijkheid heeft deel te nemen aan de economische ontwikkeling. Dit wordt aangeduid met de termen 'inclusief' en 'extractief'.
- Inclusieve politieke instituten geven de bevolking de kans deel te nemen aan het besluitvormingsproces. Er is persvrijheid, controle op bestuursorganen, transparantie en benoemingen vinden democratisch of op neutrale wijze plaats. Politieke systemen met een hoog democratisch gehalte zijn in principe inclusief.
- Inclusieve economische instituten betrekken de hele bevolking bij het economisch proces. De maatschappij is redelijk egalitair, carrièrekansen en studiekansen bestaan voor iedereen, sociale mobiliteit is hoog.
- Extractieve politieke instituten beperken de besluitvorming tot een relatief kleine gesloten elitegroep. Er is weinig controle op de instituten en als gevolg is de maatschappij gevoelig voor vriendjespolitiek en corruptie. Voorbeelden zijn absolute monarchieën, aristocratieën en extreemlinkse of -rechtse dictaturen. Het is mogelijk dat er voor de bühne democratische besluitvorming bestaat; de invloed hiervan is dan echter beperkt of nihil.
- Extractieve economische instituten beperken de voordelen van economische groei tot een kleine groep, vaak dezelfde elitegroep. Dit geschiedt vaak door middel van controle over de belangrijkste ondernemingen en in het verlengde daarvan, benoemingen. De verschillen tussen rijk en arm zijn groot en sociale mobiliteit is laag.

Het gevolg van een inclusief systeem is dat innovatie beloond wordt met economisch voordeel. Bovendien worden bestuursorganen op de vingers gekeken waardoor de kans op machtsmisbruik kleiner wordt. Hierdoor zal ook de politiek meer in het algemeen belang handelen dan in het eigen belang. Het gevolg is dat het hele land erop vooruit gaat.
Een extractief systeem daarentegen ontmoedigt iedere prikkel tot innovatie. Sterker nog, dit wordt in sommige gevallen zelfs opzettelijk belemmerd. Voor de elite betekent handelen in het algemeen in plaats van het eigen belang, en iedere verandering sec, immers een verslechtering van de eigen positie. Dit geldt ook voor technische vooruitgang en daarom worden ook technische verbeteringen doelbewust tegengehouden waardoor creative destruction niet kan plaatsvinden. Voor de onderlaag loont het niet om innovatief te zijn of harder te werken, omdat dit ofwel afgestraft wordt ofwel het voordeel hiervan aan de elite toekomt. Weliswaar is het mogelijk om onder extractieve omstandigheden economische groei te bereiken door uitbuiting van een tijdelijk voordeel (Argentinië begin 20e eeuw, de Sovjet-Unie, de Arabische Golfstaten), maar deze groei is meestal tijdelijk en zal te zijner tijd stoppen, tenzij het land zichzelf tijdig tot een inclusief systeem kan hervormen.
De twee auteurs laten dit zien aan de hand van voorbeelden van over de hele wereld. Een daarvan is Korea, een in wezen homogene natie. In Zuid-Korea legt de overheid verantwoording af aan de burgers en heeft de bevolking volop economische kansen; het land is zeer welvarend. Noord-Korea daarentegen wordt dictatoriaal geregeerd en kent al tientallen jaren onderdrukking en hongersnood. 